# Sigipinius grahami
Sigipinius grahami är en mångfotingart som beskrevs av Hoffman 1961. Sigipinius grahami ingår i släktet Sigipinius och familjen orangeridubbelfotingar. Inga underarter finns listade i Catalogue of Life.